# La Nuit du 12
Pour le roman paru en 1931, voir La Nuit du 12 au 13.
Pour plus de détails, voir Fiche technique et Distribution.
La Nuit du 12 est un thriller franco-belge coécrit et réalisé par Dominik Moll, sorti en 2022.
Le film suit Yohan, policier de la PJ de Grenoble qui est obsédé par l'assassinat de Clara Royer, une jeune femme de 21 ans, brûlée vive une nuit alors qu'elle revenait d'une fête entre amies.
Le film est présenté en compétition officielle dans la catégorie « Cannes Premières » au Festival de Cannes 2022. L’année suivante, lors de la 48e cérémonie des César, le film remporte sept César, dont celui du meilleur film.
L'intrigue est inspirée d'un fait réel et de son récit par Pauline Guéna dans son livre documentaire 18.3 - Une année à la PJ, publié en 2021.

## Synopsis
La nuit du 12 octobre 2016, les policiers de la PJ de Grenoble fêtent le départ à la retraite de leur chef. C'est Yohan Vivès (Bastien Bouillon) qui reprend son poste. Cette même nuit, à Saint-Jean-de-Maurienne, Clara Royer (Lula Cotton-Frapier), 21 ans, quitte la maison dans laquelle elle participe à une soirée entre amies, pour rentrer chez elle. Sur le chemin, elle se filme avec son téléphone portable, et envoie la vidéo à Stéphanie « Nanie » (Pauline Serieys), sa meilleure amie. Quelques secondes après, elle rencontre un homme qui l'asperge d'essence et lui met le feu.
L'enquête n'est pas confiée à la gendarmerie de Saint-Jean-de-Maurienne, mais à la PJ de Grenoble. Après avoir identifié la victime et prévenu ses proches, ils font, avec l'aide de Stéphanie, la liste des hommes que fréquentait la victime et commencent à les interroger. Yohan et son collègue Marceau (Bouli Lanners) sont particulièrement choqués par la mort affreuse de Clara Royer, ainsi que par son jeune âge. Marceau fait remarquer que ce sont presque toujours des femmes que l'on tue ainsi, en les brûlant vives.
Aucun des interrogatoires avec les différents « ex » de Clara ne permet de trouver le coupable, même si l'un d'eux a écrit après leur rupture une chanson rap dans laquelle il menace Clara de la « cramer ». Il jure qu'il serait incapable de passer à l'acte. Les inspecteurs de la PJ reçoivent, dans un courrier anonyme, un briquet. L'auteur de l'envoi s'avère être un marginal qui connaissait Clara, mais il n'y a aucune preuve qu'il ait commis le crime.
Lors d'une rencontre avec Yohan, Stéphanie s'énerve à cause de ses questions répétées sur les relations masculines de Clara. Elle a le sentiment que Clara, de victime, devient coupable, coupable d'être une fille « pas compliquée », euphémisme employé pour ne pas dire « facile », qui aurait joué avec le feu en multipliant les liaisons. Elle estime que Clara a été tuée parce qu'elle était une fille.
Sur le lieu de la mort de Clara, des proches et des anonymes ont déposé divers objets pour témoigner de leur émotion à la suite de ce meurtre. Le père de Clara y trouve un tee-shirt avec une tache de sang, ce qu'il trouve suspect, et il remet l'objet aux inspecteurs. Le sang s'avère être celui de Vincent Caron (Pierre Lottin), condamné pour violences conjugales sur sa précédente compagne. Il reconnait qu'il avait aussi eu une liaison avec Clara, mais les inspecteurs ne parviennent pas à le confondre. Les écoutes téléphoniques montrent qu'il est violent avec sa compagne, une institutrice chez qui il habite, mais celle-ci refuse de le dénoncer. Marceau, révulsé, se rend chez lui et le frappe. Yohan intervient et tente de le maîtriser. À la suite de cet incident, Marceau est muté.
Près de trois années plus tard, une juge d'instruction (Anouk Grinberg) souhaite relancer l'enquête. Yohan lui avoue son découragement : même si aucun suspect n'a pu être confondu, il a le sentiment que tous ces hommes qu'il a interrogés étaient capables de commettre ce crime, et que, plus largement, ce qui est en cause, c'est « quelque chose qui cloche entre les hommes et les femmes ». Lui et la juge décident de mettre à profit le troisième anniversaire de la mort de Clara pour faire une planque sur le lieu du crime, et dissimuler une caméra près de la tombe, dans l'espoir que le coupable se trahira. L'équipe, jusqu'alors très masculine, a intégré une jeune inspectrice, Nadia.
La planque ne donne rien, mais la caméra près de la tombe dévoile une scène étrange. Un homme inconnu se rend sur la tombe de Clara pendant la nuit, se met torse nu, s'allonge sur la tombe, puis se relève et prononce de mystérieuses paroles. Une sourde pratiquant de la lecture labiale leur permet de savoir que l'inconnu chante une chanson en anglais. En faisant des recherches, Nadia parvient à identifier Mats (David Murgia), qui a rendu hommage à Clara sur internet. Il déclare avoir croisé Clara à l'hôpital de Chambéry. Il est rapidement établi qu'il n'est qu'un déséquilibré. Son psychiatre de l'hôpital psychiatrique de Chambéry confirme qu'il était interné au moment du crime, lui assurant un solide alibi.
Le meurtre de Clara reste non élucidé.

## Fiche technique
- Titre original : La Nuit du 12
- Réalisation : Dominik Moll
- Assistant réalisateur : Thierry Verrier
- Scénario : Dominik Moll et Gilles Marchand, d'après le livre 18.3 - Une année à la PJ de Pauline Guéna[1]
- Musique : Olivier Marguerit
- Décors : Michel Barthélémy
- Costumes : Dorothée Guiraud
- Photographie : Patrick Ghiringhelli
- Son : François Maurel
- Montage : Laurent Roüan
- Production : Barbara Letellier et Carole Scotta
- Sociétés de production : Haut et Court, en coproduction avec Versus Production, Auvergne-Rhône-Alpes Cinéma, RTBF, Voo, BeTV et Proximus, en association avec les SOFICA Cinéventure 7, Cinécap 5 et Cinémage 16
- Sociétés de distribution : Haut et Court (France) ; O Brother Productions (Belgique)
- Pays de production :  France,  Belgique
- Langue originale : français
- Format : couleur, 1,85
- Genre : thriller
- Durée : 114 minutes
- Dates de sortie :
  - France : 20 mai 2022 (Festival de Cannes) ; 13 juillet 2022 (sortie nationale)
  - Suisse romande : 13 juillet 2022

## Distribution
- Bastien Bouillon : Yohan Vivès
- Bouli Lanners : Marceau
- Théo Cholbi :	Willy
- Johann Dionnet : Fred
- Thibaut Evrard : Loïc
- Julien Frison : Boris
- Paul Jeanson : Jérôme
- Mouna Soualem : Nadia
- Lula Cotton-Frapier : Clara Royer, la victime
- Pauline Serieys : Stéphanie « Nanie » Béguin, meilleure amie de Clara
- Charline Paul : Mme Royer, mère de Clara
- Matthieu Rozé : M. Royer, père de Clara
- Baptiste Perais : Wesley Fontana, amant officiel de Clara
- Jules Porier : Jules Leroy
- Nathanaël Beausivoir : Gabi Lacazette
- Benjamin Blanchy : Denis Douet
- Pierre Lottin	: Vincent Caron
- Camille Rutherford : Nathalie Bardot
- David Murgia : Mats
- Anouk Grinberg : la juge d'instruction Beltrame
- Nicolas Jouhet : Tourancheau
- Marc Bodnar : un commissaire de la PJ
- Fabien Ardiri : l'homme à la cagoule

## Production
Le film est inspiré d'un fait divers réel. Dans la nuit du 13 au 14 mai 2013 le corps de Maud Maréchal, 21 ans, est retrouvé calciné à Lagny-sur-Marne. Son meurtrier n'a jamais été identifié.

### Tournage
Le tournage a lieu à l'automne 2021 à Saint-Jean-de-Maurienne et ses environs, notamment Villargondran, ainsi qu'à Grenoble, au vélodrome d'Eybens et en région parisienne, où les bureaux de la PJ ont été reconstitués dans un bâtiment abandonné. La scène finale est filmée dans la vallée des Villards et montre les derniers kilomètres vers le col du Glandon, situé quelques kilomètres avant le col de la Croix-de-Fer, dont parle la voix off de Yohan.

## Accueil

### Accueil critique
En France, le site Allociné propose une moyenne de 4,4/5 à partir de l'interprétation de 39 critiques de presse recensées.
Les critiques sont globalement très positives pour ce thriller franco-belge. C'est un carton plein pour Bande à part avec pour commentaire que « la mise en scène graphique, la multiplicité de nouveaux visages d'acteurs, la vigueur du ton employé, sa justesse et la musique originale viennent compléter l'excellence de La Nuit du 12 ». « Un polar remarquable » pour La Voix du Nord, « le film français le plus fort de l’année » pour Le Figaro, la revue Positif indique que « la précision du tableau inscrit le film dans la lignée de L.627 de Bertrand Tavernier, modèle de ces films criminels réalistes qui montrent le travail quotidien de la police, très éloigné de la mythologie longtemps véhiculée par le cinéma »,. Le site Écran Large rejoint aussi cette analyse : « grand polar, sublime désespoir, pour une obsession de cinéma qui hante longtemps le spectateur ».
Première constate également « un casting remarquable qui participe grandement à cette quête d’authenticité érigée ici en priorité », et rajoute un petit commentaire politique sur l'actualité en parlant du film comme d'un « plaidoyer [brillant] pour la sauvegarde d'un service public en péril ». Pour Les Fiches du cinéma, « si la « morale de l'histoire » peut prêter à discussion, cette quête sans issue n'en est pas moins captivante ».
Dans l'émission Le Masque et la Plume, Michel Ciment l'a trouvé « tellement beau » qu'il ne comprend pas son absence en compétition à Cannes. Il a particulièrement été touché par « la mise en scène de tous les interrogatoires, à la fois des témoins et des suspects, passionnants, et d'une sobriété exemplaire. Tout en réussissant à transposer l'action qui se passait dans la région parisienne dans les paysages de montagne. Le rôle de la nature et du paysage est très important dans le film. Il s'inscrit même dans la lignée de ce que Tavernier avait commencé avec L.627 qui introduisait déjà cette espèce de réalisme du quotidien de la PJ. »
Pour Les Échos, Olivier De Bruyn parle d'« un polar singulier et obsédant », « ambigu et déconcertant ».

### Box-office
Au bout d'une première semaine d'exploitation, le long-métrage réalise 96 667 entrées, dont 3 600 en avant-première. Il devance la comédie française Irréductible (77 347) et suit le biopic Elvis (103 645). Presque 6 000 entrées en un peu plus d'un mois à Grenoble.
| Pays ou région | Box-office                    | Date d'arrêt du box-office | Nombre de semaines |
| -------------- | ----------------------------- | -------------------------- | ------------------ |
| France         | 490 522 entrées               | 1er novembre 2022          | 16                 |
| Monde          | 147 184 entrées               | -                          | -                  |
| Total mondial  | 637 706 entrées - 2 949 014 $ | -                          | -                  |

## Distinctions

### Récompenses
- Prix Jacques-Deray 2023[19],[20]
- Prix Marius de l'audiodescription 2023 avec le travail de Katia Lutzkanoff et Ouiza Ouyed[21]
- Prix des auditeurs du Masque et la Plume du meilleur film français de l'année 2022[22]
- César 2023 :
  - Meilleur film
  - Meilleure réalisation
  - Meilleure adaptation
  - Meilleur acteur dans un second rôle pour Bouli Lanners
  - Meilleur espoir masculin pour Bastien Bouillon
  - Meilleur son pour François Maurel, Olivier Mortier et Luc Thomas
  - César des lycéens
- Magritte 2023 : 
  - Meilleur film étranger en coproduction
  - Meilleur acteur pour Bouli Lanners

### Nominations
- César 2023 :
  - Meilleure photographie
  - Meilleurs décors
  - Meilleur montage
  - Meilleure musique originale

### Sélection
- Festival de Cannes 2022 : section « Cannes Premières »